# Jakobia densopapillata
Jakobia densopapillata är en djurart som tillhör fylumet skedmaskar, och som beskrevs av Ramlall Biseswar 2006. Jakobia densopapillata ingår i släktet Jakobia och familjen Bonelliidae. Inga underarter finns listade i Catalogue of Life.